# Río Sillaro
El río Sillaro es un corto río de la parte nororiental de Italia, un afluente del río Idice (a su vez afluente  del río Reno) que discurre por las regiones de Toscana y Emilia-Romagna. Tiene una longitud de 66 km, drena una pequeña cuenca de 300 km² y tiene un caudal medio de 4 m³/s.
Nace de las laderas del monte Canda, cerca de la característica formación rocosa del Sasso de San Zenobi, en la Toscana.
Su curso representa el límite histórico-geográfico entre las regiones de  Emilia y la Romaña.
- Datos: Q1545285
- Multimedia: Sillaro / Q1545285